# MR Большого Пса
MR Большого Пса (лат. MR Canis Majoris), HD 56336 — одиночная переменная звезда в созвездии Большого Пса на расстоянии приблизительно 2542 световых лет (около 779 парсеков) от Солнца. Видимая звёздная величина звезды — от +9,12m до +9,04m.

## Характеристики
MR Большого Пса — белая вращающаяся переменная звезда типа Альфы² Гончих Псов (ACV) спектрального класса Ap(Si).